# Richard Depoorter
Richard Depoorter (Ichtegem, 29 de abril de 1915 - Wassen, Suiza, 16 de junio de 1948) fue un ciclista belga que fue profesional entre 1937 y 1948.
Su carrera profesional quedó interrumpida por la Segunda Guerra Mundial y finalizó de una manera trágica mientras disputaba la Vuelta a Suiza de 1948, cuando en la disputa de la 4º etapa, en el descenso del Stustenpass, sufrió una caída que le provocó la muerte.
Dos victorias en la Lieja-Bastogne-Lieja fueron su mayor éxito deportivo.

## Palmarés
1943
- Lieja-Bastogne-Lieja

1947
- Lieja-Bastogne-Lieja